# 니콜라에 도브린
니콜라에 도브린(루마니아어: Nicolae Dobrin, 1947년 8월 26일)은 루마니아의 전 축구 선수이다. 그는 루마니아 축구 국가대표팀으로 48경기 6골을 기록했으며 1970년 FIFA 월드컵에도 출전하였다. 또한 1966년, 1967년, 1971년 루마니아 올해의 축구 선수 수상자이기도 하다. 도브린은 FCM 트르고비슈테에서의 1년을 제외하고 선수 생활의 대부분을 고향팀의 클럽인 FC 아르제슈 피테슈티에서 보냈다. 또한 감독 경력도 거의 아르제슈 피테슈티에서 보냈다. 도브린은 2007년 10월 16일 60세의 나이로 그의 고향인 피테슈티에서 폐암으로 인한 다발성 장기 부전으로 사망하였다.